# Comuna Stobîhivka, Kamin-Kașîrskîi
Stobîhivka (în ucraineană Стобихівка) este o comună în raionul Kamin-Kașîrskîi, regiunea Volînia, Ucraina, formată din satele Radoșînka și Stobîhivka (reședința).

## Demografie
Componența lingvistică a satului Stobîhivka
     Ucraineană (99,39%)
     Alte limbi (0,52%)
Conform recensământului din 2001, majoritatea populației satului Stobîhivka era vorbitoare de ucraineană (99,39%), existând în minoritate și vorbitori de alte limbi.